# Víctor Estrella Burgos
Víctor Estrella Burgos (Santiago de los Caballeros, 2 de agosto de 1980) é um ex-tenista profissional dominicano. Sua melhor classificação de simples é o N°. 43 da ATP alcançado em 13 de julho de 2015, enquanto nas duplas, conquistou a posição de N°. 135 da ATP em 13 de julho de 2015.

## Carreira
Estrella Burgos entrou pela primeira vez no top 100 do ranking mundial masculino de simples em março de 2014, quando tinha 33 anos.
Ganhou seu primeiro título ATP em fevereiro de 2015 (no ATP 250 de Quito, no Equador), já com 34 anos, tornando-se no momento da conquista o tenista mais velho a vencer um torneio de nível ATP.
No final de abril de 2015, aos 34 anos e 8 meses, Burgos alcançou a 50ª vitória em torneios de primeira linha ao passar pela estreia do ATP 250 de Munique,na Alemanha.
No início de fevereiro de 2016, Estrella Burgos conquistou o bicampeonato do ATP 250 de Quito, no Equador, ao vencer o brasileiro Thomaz Bellucci na final por 4-6, 7-6 e 6-2.
Aposentou-se em 2019. Seu último jogo foi pelo Challenger 125 de Santo Domingo, em 9 de outubro. Pela segunda fase, perdeu para o brasileiro Thiago Monteiro.

## ATP Finais

### Simples: 2 (2 títulos)
| Legenda                           |
| --------------------------------- |
| Grand Slams (0–0)                 |
| ATP World Tour Finals (0–0)       |
| ATP World Tour Masters 1000 (0–0) |
| ATP World Tour 500 Series (0–0)   |
| ATP World Tour 250 Series (1–0)   |

| Títulos por Piso |
| ---------------- |
| Duro (0–0)       |
| Saibro (1–0)     |
| Grama (0–0)      |
| Carpete (0–0)    |

| Posição | N. | Data                   | Torneio               | Piso   | Oponente        | Placar                  |
| ------- | -- | ---------------------- | --------------------- | ------ | --------------- | ----------------------- |
| Campeão | 1. | 8 de Fevereiro de 2015 | ATP de Quito, Equador | Saibro | Feliciano López | 6–2, 6–7(5–7), 7–6(7–5) |
| Campeão | 1. | 7 de Fevereiro de 2016 | ATP de Quito, Equador | Saibro | Thomaz Bellucci | 4-6, 7-6(7-5), 6-2      |

### Duplas: 1 (1 vice)
| Legenda                           |
| --------------------------------- |
| Grand Slam (0–0)                  |
| ATP World Tour Finals (0–0)       |
| ATP World Tour Masters 1000 (0–0) |
| ATP World Tour 500 Series (0–0)   |
| ATP World Tour 250 Series (0–0)   |

| Títulos por Piso |
| ---------------- |
| Duro (0–0)       |
| Saibro (1–0)     |
| Grama (0–0)      |
| Carpete (0–0)    |

| Posição | N. | Data                | Torneio               | Piso   | Parceiro   | Oponentes                          | Placar        |
| ------- | -- | ------------------- | --------------------- | ------ | ---------- | ---------------------------------- | ------------- |
| Vice    | 1. | 7 de fevereiro 2015 | ATP de Quito, Equador | Saibro | João Souza | Gero Kretschmer Alexander Satschko | 5–7, 6–7(3–7) |

## Challengers e Futures
| Legenda (Simples) |
| ----------------- |
| Challengers (6)   |
| Futures (21)      |

| N.  | Data | Torneio          | Piso   | Oponente              | Score              |
| --- | ---- | ---------------- | ------ | --------------------- | ------------------ |
| 1.  | 2006 | Buffalo          | Saibro | Marcus Fugate         | 4–6, 6–3, 6–2      |
| 2.  | 2006 | Pittsburgh       | Saibro | Matej Bocko           | 7–6, 6–3           |
| 3.  | 2007 | Tampa            | Saibro | Stefano Ianni         | 6–2, 6–2           |
| 4.  | 2007 | Managua          | Duro   | Alexander Satschko    | 6–4, 3–6, 6–4      |
| 5.  | 2007 | Santo Domingo    | Duro   | Ádám Kellner          | 6–4, 6–4           |
| 6.  | 2007 | Santo Domingo    | Duro   | Nicolas Todero        | 6–3, 6–3           |
| 7.  | 2007 | Santo Domingo    | Duro   | Óscar Burrieza-Lopez  | 7–6, 6–3           |
| 8.  | 2008 | Loomis           | Duro   | Ricardo Hocevar       | 6–4, 0–6, 7–6      |
| 9.  | 2008 | Santo Domingo    | Duro   | Andrey Kumantsov      | 7–6, 6–4           |
| 10. | 2008 | Santo Domingo    | Duro   | Jhonson García        | 7–6, 6–4           |
| 11. | 2009 | Santo Domingo    | Duro   | Ričardas Berankis     | 7–5, 6–1           |
| 12. | 2009 | Santo Domingo    | Duro   | Adam El Mihdawy       | 7–6, 6–3           |
| 13. | 2010 | Brownsville      | Duro   | Vasek Pospisil        | 6–4, 6–3           |
| 14. | 2010 | Manizales        | Saibro | Juan Sebastián Cabal  | 6–4, 6–4           |
| 15. | 2010 | Santo Domingo    | Duro   | Matwe Middelkoop      | 6–1, 2–6, 6–1      |
| 16. | 2010 | Santo Domingo    | Duro   | Pierre-Hugues Herbert | 6–1, 6–3           |
| 17. | 2010 | Santo Domingo    | Duro   | Matwe Middelkoop      | 6–4, 6–2           |
| 18. | 2011 | Cidade do Panamá | Saibro | Martín Alund          | 6–3, 6–0           |
| 19. | 2011 | Medellín         | Saibro | Alejandro Falla       | 6–7(2–7), 6–4, 6–4 |
| 20. | 2012 | Cidade do México | Duro   | Marcel Felder         | 7–6, 3–6, 6–2      |
| 21. | 2012 | Bogotá           | Saibro | Nicolás Barrientos    | 7–5, 6-4           |
| 22. | 2013 | Medellín         | Saibro | Mauricio Echazú       | 6–4, 0–6, 6–3      |
| 23. | 2013 | Quito            | Saibro | Marco Trungelliti     | 2–6, 6–4, 6–4      |
| 24. | 2013 | Bogotá           | Saibro | Thomaz Bellucci       | 6–2, 3–0r          |
| 25. | 2014 | Salinas          | Clay   | Andrea Collarini      | 6–3, 6–4           |
| 26. | 2014 | Pereira          | Saibro | João Souza            | 7–6, 3–6, 7–6      |
| 27. | 2015 | Cuernavaca       | Duro   | Damir Džumhur         | 7–5, 6–4           |

## Ligações Externas
- Perfil na Copa Davis (em inglês)